# Rajd Warszawski 1988
Rajd Warszawski 1988 – 22. edycja Rajdu Warszawskiego. Był to rajd samochodowy rozgrywany od 7 do 9 października 1988 roku. Była to piąta runda Rajdowych Samochodowych Mistrzostw Polski w roku 1988. Rajd składał się z szesnastu odcinków specjalnych. Rajd rozgrywany był na nawierzchni szutrowej. Zwycięzcą został Marian Bublewicz, który wygrał piętnaście OS-ów.

## Wyniki końcowe rajdu[1][2]
| Miejsce | Kierowca            | Pilot                  | Samochód               | Czas    | Strata | Grupa Klasa |
| ------- | ------------------- | ---------------------- | ---------------------- | ------- | ------ | ----------- |
| 1       | Marian Bublewicz    | Jacek Wypych           | Mazda 323 4WD          | 2:14:44 | -      | N4 N-04     |
| 2       | Andrzej Koper       | Krzysztof Gęborys      | Renault 11 Turbo       | 2:21:02 | +6:18  | B           |
| 3       | Janusz Szerla       | Marek Oziębło          | FSO Polonez 1500 Turbo | 2:23:00 | +8:16  | B           |
| 4       | Romuald Chałas      | Zbigniew Atłowski      | FSO Polonez 1600 C     | 2:26:29 | +11:45 | A6 A-14     |
| 5       | Marek Sadowski      | Grzegorz Gac           | FSO 1600               | 2:29:45 | +15:01 | A6 A-14     |
| 6       | Krzysztof Winkowski | Mieczysław Sieczkowski | FSO 1500 A             | 2:32:38 | +17:54 | A6 A-14     |
| 7       | Mirosław Krachulec  | Zbigniew Świtek        | Lada VAZ 2105 MTX      | 2:35:18 | +20:34 | B           |
| 8       | Petar Jekov         | Stefan Cholakov        | Lada VAZ 2105          | 2:35:26 | +20:42 | A5          |
| 9       | Bogdan Herink       | Barbara Stępkowska     | FSO 1500               | 2:35:44 | +21:00 | A6 A-14     |
| 10      | Paweł Petrys        | Artur Skorupa          | FSO Polonez 1600 C     | 2:36:21 | +21:37 | A6 A-14     |
| 11      | Jacek Lisicki       | Zbigniew Bieniewski    | FSO Polonez 2000       | 2:38:59 | +24:15 | B           |

1. ↑  Nieliczony w klasyfikacji RSMP